# オー・ファーザー
「オー・ファーザー」 (Oh Father) はマドンナの楽曲で、1989年に発表されたアルバム『ライク・ア・プレイヤー』から4枚目のシングル・カットとしてリリース。

## 解説
「オー・ファーザー」はアルバム『ライク・ア・プレイヤー』の中でも、最も暗く、深刻なテーマを持った曲の一つである。曲の題名が示すように、この曲は文字どおりマドンナの実父であるシルヴィオとの葛藤的な関係を歌った曲である。しかし曲のテーマはそれだけに止まらず、児童虐待とそれによるトラウマについて歌われ、さらにプロモーション・ヴィデオの中では、ドメスティックバイオレンス、母親の死、そして宗教に対する懐疑などが取り扱われるに至る。歌詞の内容は、基本的に大人になったマドンナが父親の手による虐待的な子供時代を振り返るというものであるが、ここで描かれるのはその自尊心を打ち砕かれ、愛情に飢えた、かなり絶望的なマドンナの姿である。

## プロモーション・ビデオ
デヴィッド・フィンチャーにとって「エクスプレス・ユアセルフ」についで第二弾の作品となったこの曲のプロモーション・ヴィデオでは、歌詞の中だけでは説明できなかった、曲の意味、背景、その後の影響について、映像の手を借りてストーリーを表現している。
雪の降りしきる風景と、ちぎれたパールのネックレスからこぼれ落ちる真珠の粒の輝きが印象的。
ヴィデオは、マドンナの最愛の母が亡くなるシーンから始まり、悲嘆に暮れた父親は、アルコールに溺れ、幼児であるマドンナを虐待する（そのシーンでは実際虐待はほのめかされているだけである）。次のシーンでは、時間を超えて、大人のマドンナが登場。過去に虐待された者は将来そのパターンを繰り返すという不吉な予言を実現するかの如く、マドンナは恋人によって暴力を受ける。
しかし、映画的に展開するこのヴィデオに描かれたマドンナの人生が、どこまで実際に起こった事実であるかどうかは定かではない。それでも、最愛なる母親の死、宗教的で厳格であった父親、当時広く語られたショーン・ペンによる家庭内暴力など、マドンナの人生を連想させるのは否定しがたい。実際、マドンナの母親の葬式のシーンはマドンナの幼少時代の記憶に基づいて作られているものであり、マドンナの母の口を縫ってふさいだシーンはMTVからその生々しさの為、カットが勧められた。このシーンがカットされず放送されたのは、マドンナからの強い要望があった為であると言われている。

## 評価
ポップ・チャートにはあまり似合わない苦悩の歌詞の内容と悲痛なマドンナの歌声の為か、「オー・ファーザー」はビルボード・全米チャートでは最高位20位にとどまる。これは1983年の「ホリディ」以来初めてマドンナのシングルがトップテン入りを果たさなかったことになる。当時、全英では「オー・ファーザー」の代わりに「ディア・ジェシー」がシングルとしてリリースされたが、1995年にマドンナのバラード集『ベスト・オブ・マドンナ〜バラード・コレクション-Something to Remember』が発表された時には、再発シングルとしてリリースされ全英チャート16位まで登った。

## 収録曲
日本盤 8cm シングル (09P3-6206)
1. オー・ファーザー　Oh Father (Single Edit) 4:59
2. スパニッシュ・アイズ　(Pray For) Spanish Eyes (Album Version) 5:17